# Diu

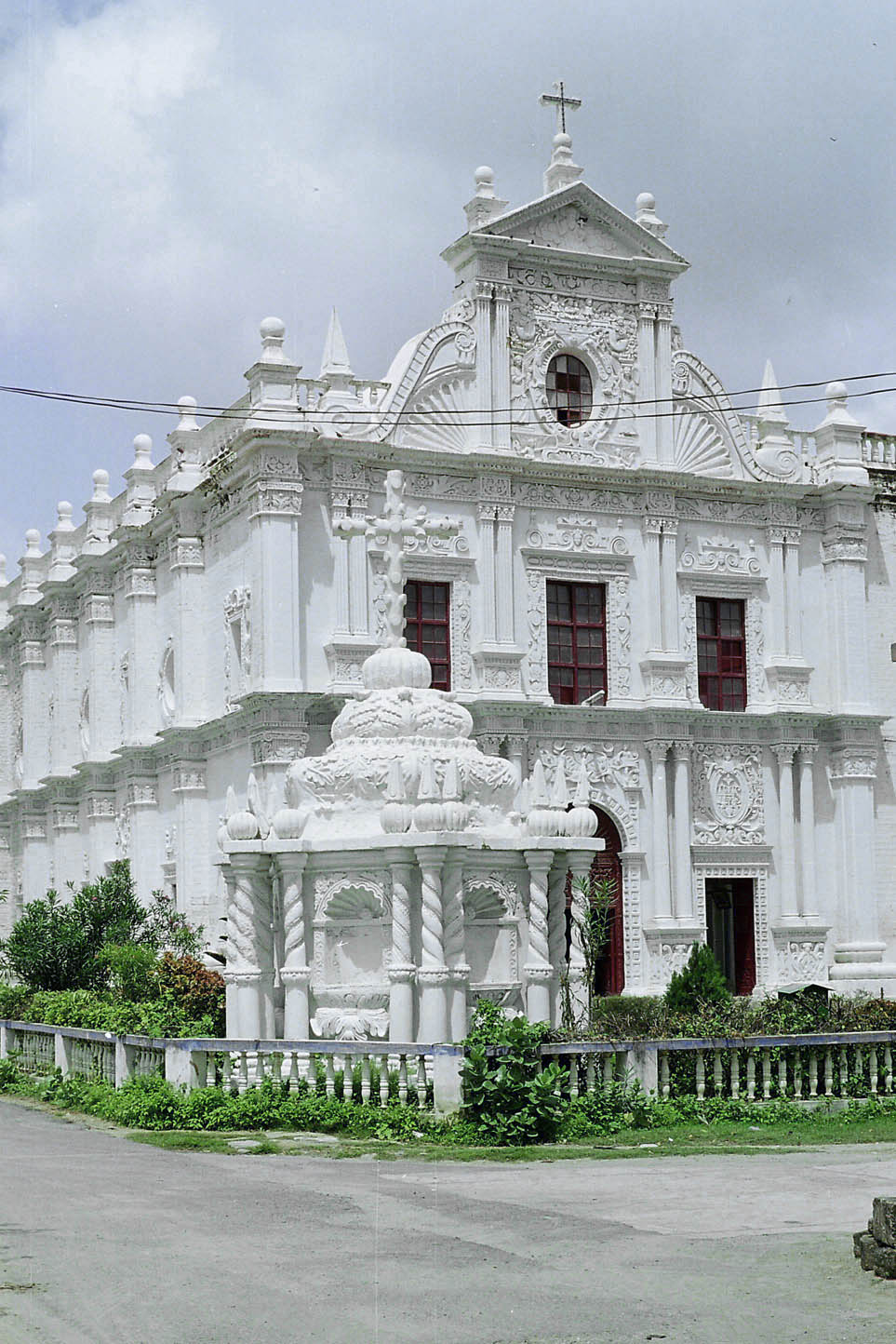
Iglesia de San Pablo en Diu.

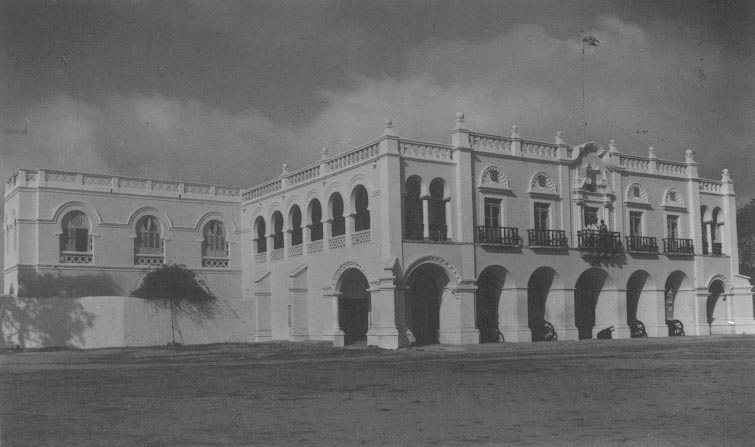
Palacio del Gobernador portugués en Diu, fotografía de 1949.

Diu (antiguamente también se escribía Dio) es una ciudad de la India ubicada sobre la isla homónima, frente a la costa sur de la península de Kathiawar (Guyarat), separada del continente por una caleta. Fue sede del antiguo Estado portugués de la India, antigua colonia del Imperio portugués. Fue ocupada por la India en 1961.

## Historia
Se distribuía por las penínsulas de Guyarat y de Ghoghla y por la Isla de Diu (separada de la península por un estrecho río denominado Chassis y que más propiamente podría ser considerado como un estrecho brazo de mar). Diu era una ciudad de gran movimiento comercial cuando los portugueses llegaron a la India. En 1513, los portugueses trataron de establecer allí una colonia de carácter comercial, pero las negociaciones no tuvieron éxito.
Más adelante, en 1531 tampoco tuvo éxito el intento de conquista llevado a cabo por D. Nuno da Cunha, pero en 1535 Diu fue ofrecida a los portugueses como recompensa por la ayuda militar que estos prestaron al sultán de Guyarat, Bahadur Shá, contra las fuerzas militares del Gran Mogol de Delhi, Humayun. De esta forma, codiciada desde los tiempos de Tristán da Cunha y de Alfonso de Albuquerque, y después de varias tentativas fracasadas perpetradas por Diogo Lopes Sequeira en 1521, de Nuno da Cunha en 1523, Diu fue ofrecida a los portugueses, que levantaron la Fortaleza de Diu. 
Arrepentido de su generosidad, Bahadur Shá pretendió recuperar Diu pero fue vencido y muerto por los portugueses, lo que contribuyó a que se prolongase un período de guerra entre estos y los sultanes de Guyarat, los cuales realizaron varios intentos fallidos por expulsar a los portugueses de la isla entre 1537 y 1546.
Después del segundo cerco, Diu fue de tal modo fortificada que pudo resistir, más tarde, los ataques de los árabes de Mascate y de los holandeses, en el marco de su guerra contra el imperio español, a finales del siglo XVII. La Fortaleza de Diu, reconstruida por Dom João de Castro después del sitio de 1545, aún sigue en pie.
A partir del siglo XVIII, declinó la importancia estratégica de Diu y quedó reducida a museo o marco histórico de la importancia comercial y estratégica y antiguo baluarte de las luchas entre las fuerzas islámicas de la India y las cristianas de Portugal.

## Actualidad
Diu permaneció en posesión de los portugueses desde 1535 hasta la Invasión de Diu y Goa el 19 de diciembre de 1961, cuando pasó a la soberanía de la Unión India, al tomar las tropas indias el antiguo Estado portugués de la India en tiempos de Nehru.
Actualmente, Diu es una isla localizada en la costa sur de la península de Kathiawar en Guyarat, separada de tierra firme por una marisma. Cuenta con una superficie de 40 km², y una población de 44.110 habitantes. La ciudad de Diu se encuentra en la punta Este de la isla, y es famosa por su fortaleza y su antigua catedral portuguesa. Es también un importante centro pesquero. La Fuerza Aérea India cuenta con una base en la isla. El pueblo de Ghoghla, localizado en tierra firme, es también parte del territorio. 
Es considerada una de las más bellas ciudades de la India. Entre sus sitios de interés se incluyen la playa de Nagoa, una de las mejores del país. La arquitectura muestra una fuerte influencia portuguesa.